# Placidus Blahusch

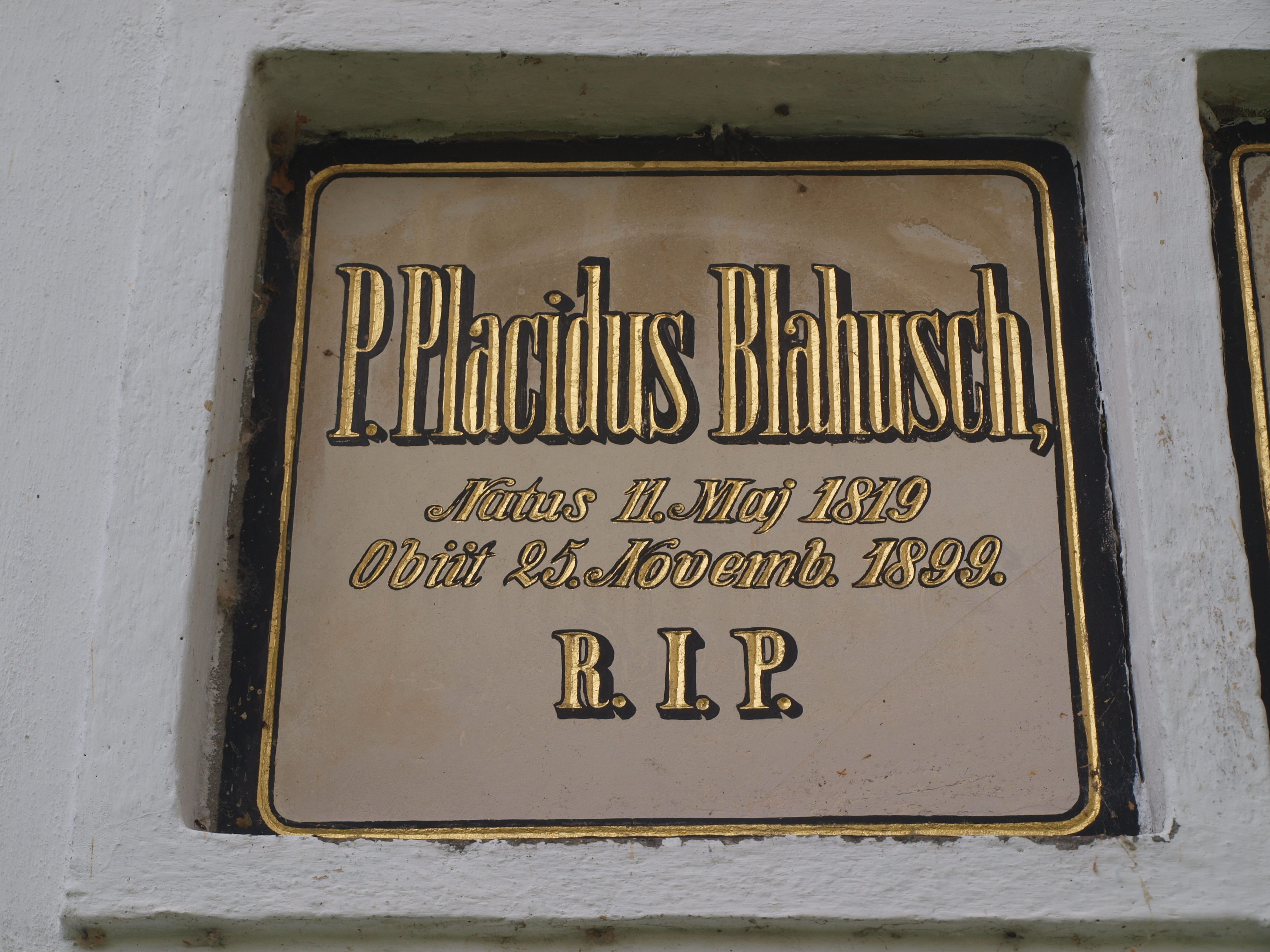
Tabulka se jménem „Placidus Blahusch“ na zdi hřbitovní kaple sv. Anny ve Vyšebrodském klášteře

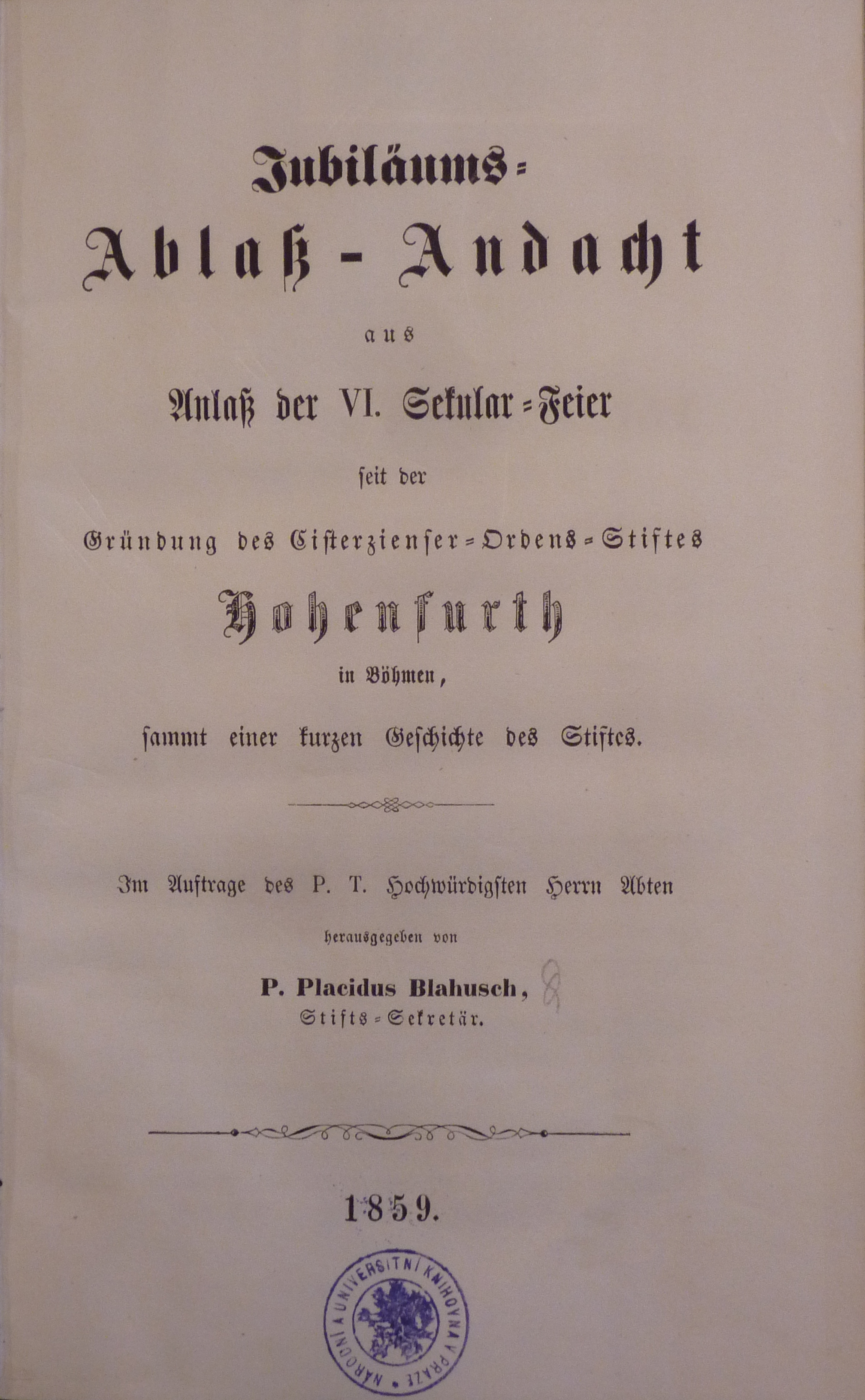
Titulní strana publikace s odpustkovou pobožností a stručnou historií Vyšebrodského kláštera sestavené Placidem Blahuschem k 600. výročí jeho založení

Placidus Joannes Nep. Blahusch, německy Plazidus Blahusch (11. května 1819 Vyšší Hodonice – 25. listopadu 1899 Vyšší Brod) byl cisterciácký mnich a kněz ve Vyšším Brodě a pedagog v Českých Budějovicích, převor a archivář Vyšebrodského kláštera a sestavitel pamětního spisu při příležitosti 600. výročí jeho založení v roce 1859.

## Život
Placidus Blahusch se narodil jako Johann Plahusch 11. května 1819 v osadě Vyšší Hodonice, jeho křestním patronem byl Jan Nepomucký. Vyšší Hodonice (dříve též jen Hodonice, německy Hodenitz) se nacházely západně od Kaplice a patřily do farnosti Omlenice. Koncem 19. století byla tato osada připojena k blízké vsi Zahrádka, která je dnes místní částí Rožmitálu na Šumavě. V souvislosti s vysídlením Němců z Československa v letech 1945–1946 osada zanikla.
Rodiči Placida Blahusche byli klášterní hajný Ignaz Blahusch a jeho manželka Maria Schindlerová. Po dokončení studia gymnázia a filozofie v hornorakouském Linci vstoupil jako devatenáctiletý 4. září 1838 do kláštera ve Vyšším Brodě. Po třech letech, 8. září 1841, tam složil řeholní sliby a po dokončení studia teologie v Českých Budějovicích a Praze byl 15. července 1842 vysvěcen na kněze.
V roce 1847 začal působit jako kaplan v Rožmberku nad Vltavou, v roce 1852 jako farář v Dolním Dvořišti a 1854 v Hořicích na Šumavě. V roce 1848 se stal profesorem filologie a pedagogiky na teologickém a filozofickém ústavu při biskupském kněžském semináři v Českých Budějovicích (později státním gymnáziu), kde vyšebrodští cisterciáci v letech 1815–1921 pedagogicky působili.
Od roku 1857 působil jako sekretář a posléze od roku 1861 jako převor, spirituál a archivář kláštera. Když se roku 1859 připomínalo 600. výročí založení Vyšebrodského kláštera a papež Pius IX. vyhlásil možnost získat při této příležitosti odpustky, sestavil Placidus Blahusch pamětní brožuru Jubiläums-Ablaß-Andacht[…] vyšlou tiskem v Linci, která vedle textu odpustkové pobožnosti obsahovala i stručné shrnutí historie kláštera. Roku 1863 se stal notářem českobudějovického biskupa a roku 1882 konzistorním radou.
Za jeho zásluhy mu byl v roce 1889 udělen řád Františka Josefa. Zemřel 25. listopadu 1899 ve věku 80 let ve Vyšším Brodě. Pochován je na klášterním hřbitově, který se nachází východně od kněžiště opatského kostela, v okolí kaple svaté Anny. Mezi dalšími klášterními knihovníky ho tam připomíná náhrobní deska zasazená zvnějšku ve zdi kaple. V úřadu převora, spirituála a archiváře Blahusche po jeho smrti vystřídal, byť pouze na krátké období osmdesáti dnů, dosavadní podpřevor Michael Rafael Pavel.

## Dílo
- BLAHUSCH, Placidus. Jubiläums-Ablaß-Andacht aus Anlaß der VI. Sekular-Feier seit der Gründung des Cisterzienser-Ordens-Stiftes Hohenfurth in Böhmen, sammt einer kurzen Geschichte des Stiftes. Linz: [s.n.], 1859. 47 s. (německy)